# Everlyn Aluoch Oloo
Everlyn Aluoch Oloo es una deportista keniana que compite en taekwondo. Ganó dos medallas de bronce en el Campeonato Africano de Taekwondo, en los años 2021 y 2022.

## Palmarés internacional
| Campeonato Africano | Campeonato Africano | Campeonato Africano | Campeonato Africano |
| Año                 | Lugar               | Medalla             | Categoría           |
| ------------------- | ------------------- | ------------------- | ------------------- |
| 2021                | Dakar (Senegal)     | Medalla de bronce   | –73 kg              |
| 2022                | Kigali (Ruanda)     | Medalla de bronce   | –73 kg              |